# Gniazdo Jawornika
Gniazdo Jawornika (też: Grupa Jawornika) – niewielka grupa górska w Karpatach Zachodnich, we wschodniej części Beskidu Niskiego. Najwyższy szczyt: Jawornik (761 m n.p.m.).

## Położenie
Gniazdo Jawornika wznosi się w długim dziale wodnym, rozdzielającym dorzecze Wisłoka na wschodzie od dorzecza Jasiołki na zachodzie, a odgałęziającym się od głównego grzbietu wododziałowego Karpat w Kanasiówce, zwanej też Babą. Od wschodu grupę ogranicza głęboka, wąska dolina Wisłoka. Od południa przez niskie siodło (ok. 505 m n.p.m.) na wschód od Woli Niżnej biegnie grzbiet, którym Gniazdo Jawornika łączy się z głównym grzbietem karpackim. Od południowego zachodu gniazdo ogranicza dolina Jasiołki, zaś od zachodu – droga z Daliowej w kierunku Rymanowa. Tu przez Przełęcz Szklarską (ok. 580 m n.p.m.) łączy się ono z masywem Piotrusia w grupie Beskidu Dukielskiego. Północną granicę wyznacza dolina Wisłoczka i linia Królik Polski - Wisłoczek – Rudawka Rymanowska. Tu z kolei przez wyraźne siodełko (605 m n.p.m.) nad źródliskami Wisłoczka Gniazdo Jawornika przechodzi we Wzgórza Rymanowskie.

## Ukształtowanie
Grupa ma charakter rozległego rozrogu górskiego z centralnie usytuowanym zwornikiem – Jawornikiem. Jawornik określany jest głównym lub centralnym szczytem całego gniazda, chociaż położona ok. 1,2 km na południe od niego Kamfiniarka jest równie rozległa oraz ma taką samą (761 m n.p.m.) lub nawet o metr większą (762 m n.p.m.) wysokość. Cała grupa jest mocno rozczłonkowana dolinkami licznych cieków wodnych, należących do dorzeczy Jasiołki i Wisłoka. Tworzą one plątaninę rozgałęziających się wielokrotnie grzbietów o dość stromych stokach.
Od Jawornika rozchodzi się na wszystkie strony sześć głównych grzbietów o stosunkowo wyrównanych wysokościach 650–750 m n.p.m. Oprócz trzech wspomnianych wyżej (ku południowi, zachodowi i północy) są to: w kierunku południowo-wschodnim – krótki grzbiet, za wyraźną przełęczą (659 m n.p.m.) zakończony masywnym szczytem Polańskiej (też: Horbki Sabaryniackie,737 m n.p.m.) nad dawną wsią Polany Surowiczne; w kierunku wschodnim – masywny, krótki grzbiet z Putyską (649 m n.p.m.) i odchodzącymi od niej Zawojami (556 m n.p.m.), opadającymi stromo nad dolinę Wisłoka; w kierunku północno-wschodnim – kręty grzbiet schodzący przez Dział (734 m n.p.m.) i zakończony szczytem Szczob (556 m n.p.m.) w widłach Wisłoczka i Wisłoka. Należy dodać, że grzbiet południowy rozwidla się w masywie Kamfiniarki: jego odnoga zachodnia przez Banię Szklarską (695 m n.p.m.) nad Szklarami schodzi ku Pańskiej Górze nad Jaśliskami, natomiast odnoga południowo-zachodnia kończy się Łysą Górą (557 m n.p.m.) nad Posadą Jaśliską.
Zdecydowanie większa część masywu jest zalesiona, w przeważającej części lasami bukowymi. W wielu miejscach dawniejsze polany lub wyręby porasta gąszcz młodych samosiewów z zaroślami leszczyny. Jedynie zachodnie stoki Bani Szklarskiej nad Szklarami i południowe stoki Polańskiej pokrywają łąki i pastwiska.

## Turystyka
Gniazdo Jawornika jest jednym z najrzadziej odwiedzanych zakątków Beskidu Niskiego. W całej grupie górskiej nie wyznakowano dotychczas żadnego pieszego szlaku turystycznego. O ile w południowej części grupy istnieje dość gęsta sieć dróg i ścieżek leśnych, o tyle w części północnej jest ona znacznie uboższa.